# Harmonie du jazz
L'harmonie du jazz est la manière, théorie et pratique, dont les accords sont utilisés dans le jazz. De par l'histoire de sa création, le jazz a des points communs avec la musique savante, par exemple des successions d'accords et l'utilisation des modes majeur et mineur pour la construction des accords. Cependant, l'harmonie du jazz se distingue de l'harmonie classique par la souplesse d'utilisation des accords (préparations, résolutions, notes altérées, etc.) et par la présence de nombreuses notes étrangères (blue notes, etc.).

## Histoire
Le ragtime utilise principalement des accords à trois sons (tonique I, et sous-dominante IV). Seuls les accords de dominante (Vème degré de la gamme) et les accords diminués comportent des 7e.
Le bebop et le jazz « classique », dans lesquels seulement certaines de toutes les extensions et altérations possibles sont utilisées, se distinguent, au plan harmonique, du free jazz, du jazz d'avant-garde et du jazz moderne.

## Éléments techniques

### Généralités
Au contraire de l'harmonie classique, l'harmonie du jazz ne s'embarrasse pas de règles d'écriture telles que 5tes et 8ves consécutives, ou des préparations et résolutions de 7e et 9e, etc.[réf. nécessaire] D'une certaine manière, l'harmonie du jazz est assez proche des langages harmoniques de Debussy ou Ravel, souvent modaux. La réciproque est également vraie, le jazz ayant influencé ces deux compositeurs [réf. nécessaire]

### Composition des accords
Dans le jazz en général (le cas du free jazz étant particulier) comme en musique classique, les accords sont des groupes de trois sons constitutifs au moins. Les superpositions de tierces, appelées triades, sont au nombre de 4 : accords parfaits majeurs, accords parfaits mineurs, accords de quinte diminués et accords de quinte augmentée. Des accords formés par étagement de quartes sont également courants, mais plutôt dans le jazz moderne.

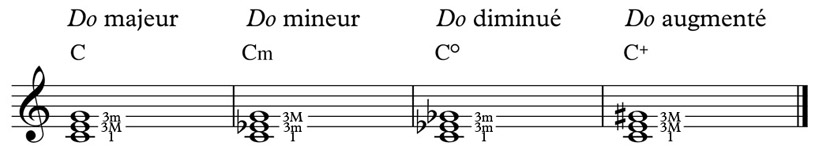
Différentes triades[Notes 1].

Ainsi, une séquence harmonique classique en jazz, le II-V-I (second degré de la tonalité considéré comme une sous-dominante ; dominante ; tonique), s'écrit, dans une harmonie classique à 3 sons :

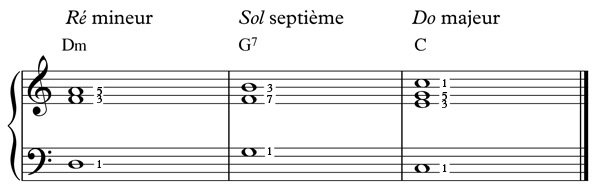
Un II-V-I en harmonie classique.

Le jazz a tendance à favoriser certaines progressions harmoniques et inclut l'ajout de « tensions ». Ainsi, les accords en jazz sont fréquemment enrichis par d'autres sons, en premier lieu la 7e, qui sont la base de l'harmonie moderne dans le jazz,. Mais les enrichissements peuvent également comprendre la sixte, la 9e, la 11e ou la 13e..

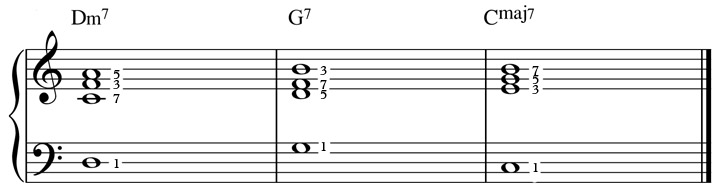
Un II-V-I avec les septièmes.
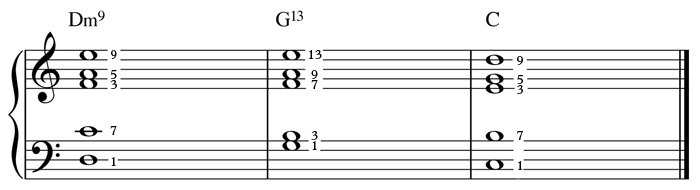
Un II-V-I avec des enrichissements.

Ces enrichissements peuvent également être altérés, principalement sur des accords de septième. Ces altérations créent des tensions, résolues en retournant sur la tonique, ou laissées en suspens. Ces altérations sont très prisées des musiciens de jazz moderne.

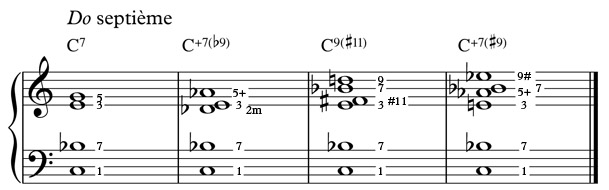
Différentes possibilités d'enrichissements et d'altérations à partir d'un accord de do septième. Les différentes combinaisons de ces enrichissements et altérations sont quasiment infinies.

### Chiffrage des accords
L'analyse en jazz reconnaît 5 types d'accords de base :
- Accord de 7e majeure ;
- Accord de 7e mineure ;
- Accord mineur de 7e majeure ;
- Accord de 7e de dominante ;
- Accord de 7e diminuée.

Quand ils sont écrits dans une grille de jazz, ces accords peuvent avoir des altérations précisées entre parenthèses après le symbole de l'accord. Une note altérée est une note d'un accord haussée ou baissée d'un demi-ton. 
Il existe une certaine variété dans les symboles utilisés dans la notation de jazz. Un musicien de jazz doit pouvoir s'adapter facilement aux différents styles de notation utilisés. Les exemples suivants de chiffrage d'accords ont do comme fondamentale :
| Chiffrages | Notes de l'accord dans le ton de do | Nom                                                           | Audio  |
| ---------- | ----------------------------------- | ------------------------------------------------------------- | ------ |
| CΔ, CM7    | do mi sol si                        | Accord de 7e majeure                                          | Play ⓘ |
| C7         | do mi sol si                        | Accord de 7e de dominante                                     | Play ⓘ |
| Cm7, C-7   | do mi sol si                        | Accord de 7e mineure                                          | Play ⓘ |
| CmΔ, CmM7  | do mi sol si                        | Accord mineur de 7e majeure                                   | Play ⓘ |
| CØ, Cm7-5  | do mi sol si                        | Accord de 7e mineure et 5te diminuée (ou de 7e semi-diminuée) | Play ⓘ |
| C°         | do mi sol si                        | Accord de 7e diminuée                                         | Play ⓘ |
| C7sus4     | do fa sol si                        | Accord de 7e sus 4                                            | Play ⓘ |

La plupart des symboles d'accords de jazz concernent des accords de 4 notes : fondamentale, 3ce, 5te, 7e, bien que certaines de celles-ci puissent être altérées ou porter un autre nom par enharmonie.
Il est possible de spécifier des accords de plus de 4 notes. Par exemple, l'accord CmΔ9 contient les notes : do, mi , sol, si, ré.
Le nom des accords de jazz peut être aussi précis que le compositeur le désire, mais en règle générale, les altérations sont incluses dans la grille d'accords seulement quand les altérations apparaissent dans la mélodie ou bien lorsqu'elles sont importantes dans la composition. Les improvisateurs expérimentés sont capables de fournir un vocabulaire harmonique approprié, avec beaucoup d'altérations, même quand les accords écrits ne contiennent pas d'altérations.

### Cadence jazz
La cadence parfaite (V → I, soit dominante → tonique) est la plus importante aussi bien en jazz qu'en musique classique, bien que, dans le jazz, elle soit plus souvent précédée du IIe degré qui remplace ainsi le IVe degré (sous-dominante). La progression II-V-I est ainsi la pierre angulaire de l'harmonie du jazz.
La cadence II-V-I () existe aussi bien en majeur qu'en mineur :
1. IIm V7 IM7 ;
2. IIm7-5 V7 Im7[7].

Exemple en do :

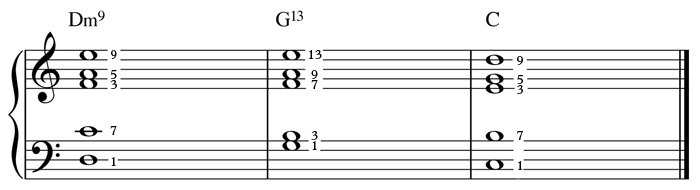
Un II-V-I en majeur, avec des enrichissements.
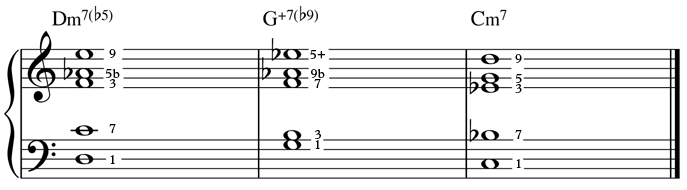
Un II-V-I en mineur, avec des enrichissements.

### Substitution tritonique
En jazz, on trouve fréquemment ce qu'on appelle une « substitution tritonique » : il s'agit de remplacer un accord de septième de dominante par un autre accord de septième de dominante dont la note fondamentale est éloignée d'un triton (trois tons : quarte augmentée) de la note fondamentale de l'accord initial.
Ainsi, on pourra remplacer un accord de sol 7 (G7) par un accord de ré  7 (D 7). Cette substitution est possible parce que, pour reprendre l'exemple cité précédemment, dans l'accord de G7, la tierce et la septième sont les notes si et fa, dans l'accord de D 7, la tierce et la septième sont les notes fa et do  (enharmonique de si) : il suffit de changer la fondamentale pour changer l'accord.

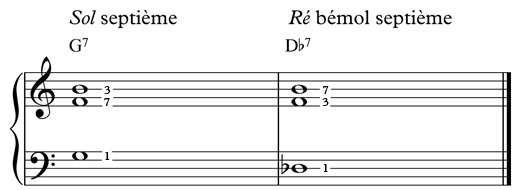
Les notes « sensibles » (tierce et septième), bien qu'inversées, sont les mêmes.
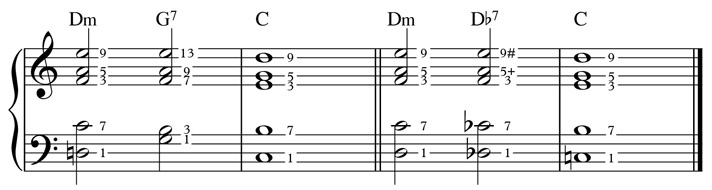
II-V-I sans puis avec substitution tritonique. On a un effet de chromatisme de la basse (ré, ré , do).

Des musiciens comme Duke Ellington, Thelonious Monk ou Dizzy Gillespie ont fait un usage récurrent de ce type de substitution.

### Accords de quarte
Voir également l'accord So What.

### Coltrane changes
Les Coltrane changes sont des progressions d'accords popularisées et explorées par le saxophoniste et compositeur américain John Coltrane. Si l'harmonie du jazz fonctionne généralement en suivant le cycle des quintes, comme c'est le cas pour le II-V-I, les Coltrane changes utilisent un mouvement inhabituel en tierces majeures ascendantes ou descendantes, divisant l'octave en trois parties égales et créant une triade augmentée. Cette progression d'accord peut servir de substitution d'accords pour un II-V-I.
Les exemples les plus célèbres de ces progressions d'accords sont Giant Steps, basé sur cycle des tierces (Si-Sol-Mi) et Countdown, qui est une réharmonisation avec les Coltrane changes de Tune Up.

### Instruments et écriture
Le piano et la guitare sont les deux instruments traditionnellement chargés de fournir l'harmonie dans un groupe de jazz. Dans un big band, l'écriture des parties de cuivres (y compris les saxophones) fait beaucoup plus appel à l'harmonie et au contrepoint. Les solistes improvisateurs sont censés avoir une complète connaissance des bases de l'harmonie, des accords et des rapports entre accords et modes. Cette connaissance caractérise le style d'un musicien de jazz, en conjonction avec son style rythmique.
Les compositeurs de jazz utilisent l'harmonie comme un élément stylistique de base. Une harmonie ouverte, modale, est caractéristique de la musique de McCoy Tyner, tandis que des changements rapides des fondamentales sont une marque de fabrique de la période intermédiaire de l'écriture de John Coltrane[réf. nécessaire], Horace Silver, Clare Fischer, Dave Brubeck et Bill Evans sont des pianistes dont les compositions sont plus typiques d'un style d'accords complexes généralement typique des pianistes-compositeurs[réf. nécessaire]. Joe Henderson, Woody Shaw, Wayne Shorter and Benny Golson sont des musiciens non-pianistes qui ont aussi un grand sens du rôle de l'harmonie dans la structure et l'arrangement d'un morceau.[réf. nécessaire] Ces compositeurs (incluant aussi Dizzy Gillespie et Charles Mingus, qui ont parfois enregistré des disques en tant que pianistes) possèdent une solide connaissance de l'harmonie même s'ils ne sont pas forcément pianistes.[réf. nécessaire]

### Autres éléments importants
Il existe d'autres éléments importants dans l'harmonie du jazz :
- réharmonisations diatoniques et chromatiques
- ajout d'un accord V7(sus4)
- changements majeur / mineur
- harmonie blues
- dominantes secondaires
- dominantes étendues
- cadences évitées
- etc.